# Септембарски епсилон-персеиди
Септембарски ε-Персеиди су метеорски рој који је 9. септембра 2008. имао неочекиван пљусак брзих, светлих метеора. Овај радијант је потврђен и анализом видео посматрања. Радијант Септембарских ε-Персеида достиже корисне видине после 23 часа по локалном времену за посматраче са северне хемисфере, који једино и могу имати значајнија посматрања. ЗХР остаје релативно низак све време активности роја, у максимуму достиже 5. Осамдесетих година је на основу фотографских и визуелних посматрања овај рој повезан са δ-Ауригидима, али новија истраживања упућују на то да су у питању одвојени ројеви, нарочито на основу орбиталних елемената.